# Liste der Anime-Titel/D

## D
| Name                                                                                       | Alternative Namen | Veröffentlichungsjahr | Studio(s)                                |
| ------------------------------------------------------------------------------------------ | --- | --------------------- | ---------------------------------------- |
| D-1 Devastator (2 Folgen)                                                                  | D-1 デバステイター | 1992 als OVA          | Dynamic Production, Takara               |
| D4 Princess (24 Folgen)                                                                    | D4プリンセス, D4 Purinsesu | 1999 als Fernsehserie | Daume                                    |
| Dā! Dā! Dā! (78 Folgen)                                                                    | だぁ!だぁ!だぁ!, UFO Baby | 2000 als Fernsehserie | J.C.Staff                                |
| Dagashi Kashi (12 Folgen)                                                                  | だがしかし | 2016 als Fernsehserie | feel.                                    |
| ↳ Dagashi Kashi 2 (12 Folgen)                                                              | だがしかし2 | 2018 als Fernsehserie | feel.                                    |
| Dai Akuji (8 Folgen)                                                                       | 大悪司, Daiakuji, Daiakuji – The Xena Buster | 2003 als OVA          | Green Bunny                              |
| Dai Mahō Tōge (8 Folgen)                                                                   | 大魔法峠, Magical Witch Punie-chan | 2006 als OVA          | Studio Barcelona                         |
| Dai-chan, Daisuki.                                                                         | 大ちゃん、だいすき., Dai-Chan | 2007 als Film         | Tama Production                          |
| Dakaichi: My Number 1 (13 Folgen)                                                          | 抱かれたい男1位に脅されています。, Dakaretai Otoko 1-i ni Odosarete Imasu. | 2018 als Fernsehserie | CloverWorks                              |
| Daikū Maryū Gaiking (44 Folgen)                                                            | 大空魔竜ガイキング, Gaiking | 1976 als Fernsehserie | Tōei Animation                           |
| Daikyōryu no Jidai (eine Folge)                                                            | 大空魔竜ガイキング, Gaiking | 1979 als Special      | Tōei Animation                           |
| Daimaju Gekito Hagane no Oni (eine Folge)                                                  | 大魔獣激闘 鋼の鬼, Demon of Steel: Battle of the Great Demon Beasts, Steel Devil                                                                                                | 1987 als OVA          | Anime International Company              |
| Daishikkin Helena (2 Folgen)                                                               | 大失禁へレナ, Elfen Laid | 2005 als OVA          | Y.O.U.C.                                 |
| Daisetsusan no Yūsha Kibaō (eine Folge)                                                    | 大雪山の勇者 牙王, King Fang | 1978 als Special      | Nippon Animation                         |
| Daishizen no Majū – Bagi                                                                   | 大自然の魔獣 バギ | 1984 als Film         | Tezuka Productions                       |
| Daisuki! Hello Kitty (13 Folgen)                                                           | 大好き！ハローキティ, Hello Kitty | 1993 als Fernsehserie |                                          |
| Daitoshokan no Hitsujikai (12 Folgen)                                                      | 大図書館の羊飼い, Daitoshokan no Hitsujikai: A Good Librarian Like a Good Shepherd                                                                                              | 2014 als Fernsehserie | Hoods Entertainment                      |
| Dakara Boku wa, H ga Dekinai. (12 Folgen)                                                  | だから僕は,Hができない. | 2012 als Fernsehserie | feel.                                    |
| Dallos (4 Folgen)                                                                          | ダロス, Daros | 1983 als OVA          | Studio Pierrot                           |
| ↳ Dallos Special (eine Folge)                                                              | | 1985 als OVA          |                                          |
| Damals bei uns                                                                             | フランダースの犬, Furandāsu no Inu, Niklaas, der Junge aus Flandern | 1997 als Film         | Nippon Animation                         |
| Dambōru Senki (44 Folgen)                                                                  | ダンボール戦機 | 2011 als Fernsehserie | OLM                                      |
| ↳ Dambōru Senki W (58 Folgen)                                                              | ダンボール戦機 Ｗ | 2012 als Fernsehserie | OLM                                      |
| ↳ Dambōru Senki Wars (7 Folgen)                                                            | ダンボール戦機ウォーズ | 2013 als Fernsehserie | OLM                                      |
| Dame Oyaji (26 Folgen)                                                                     | ダメおやじ | 1974 als Fernsehserie |                                          |
| Dame×Prince Anime Caravan (12 Folgen)                                                      | ダメプリ ANIME CARAVAN, Damepuri Anime Caravan | 2018 als Fernsehserie | Studio Flad                              |
| Damekko Dōbutsu (26 Folgen)                                                                | だめっこどうぶつ | 2005 als Fernsehserie | Magic Bus                                |
| Dan Doh!! (26 Folgen)                                                                      | ダンドー, Dandō | 2004 als Fernsehserie | HoriPro, Tokyo Kids                      |
| Dance in the Vampire Bund (12 Folgen)                                                      | ダンスインザヴァンパイアバンド | 2010 als Fernsehserie | Shaft                                    |
| Dance with Devils (12 Folgen)                                                              | Dance with Devils | 2015 als Fernsehserie | Brain’s Base                             |
| Dances with the Dragons (12 Folgen)                                                        | されど罪人は竜と踊る, Saredo Tsumibito wa Ryū to Odoru | 2018 als Fernsehserie | Seven Arcs Pictures                      |
| Danchigai (12 Folgen)                                                                      | だんちがい | 2015 als Fernsehserie | Creators in Pack TOKYO                   |
| Danchi Tomoo (78 Folgen)                                                                   | 団地ともお | 2013 als Fernsehserie | Shōgakukan Music & Digital Entertainment |
| Danganronpa: Kibō no Gakuen to Zetsubō no Kōkōsei: The Animation (13 Folgen)               | ダンガンロンパ 希望の学園と絶望の高校生 The Animation | 2013 als Fernsehserie | Lerche                                   |
| ↳ Danganronpa 3 – The End of Kibōgamine Gakuen (24 Folgen)                                 | ダンガンロンパ3 -The End of 希望ヶ峰学園 | 2016 als Fernsehserie | Lerche                                   |
| Dangerous Jii-san Ja (33 Folgen)                                                           | でんぢゃらすじーさん邪 | 2003 als Fernsehserie |                                          |
| ↳ Dangerous Jii-san Ja (51 Folgen)                                                         | でんぢゃらすじーさん邪 | 2004 als Fernsehserie | Studio Hibari                            |
| ↳ Dangerous Jii-san Ja (20 Folgen)                                                         | でんぢゃらすじーさん邪 | 2005 als Fernsehserie |                                          |
| ↳ Dangerous Jii-san Ja (2 Folgen)                                                          | でんぢゃらすじーさん邪 | 2012 als OVA          | J.C.Staff                                |
| Dango Gonta (3 Folgen)                                                                     | | 2003 als Web-Anime    |                                          |
| Danmachi – Is It Wrong to Try to Pick Up Girls in a Dungeon? (13 Folgen)                   | ダンジョンに出会いを求めるのは間違っているだろうか, Danjon ni Deai o Motomeru no wa Machigatteiru Darō ka, Dungeon ni Deai o Motomeru no wa Machigatteiru Darō ka, Familia Myth | 2015 als Fernsehserie | J.C.Staff                                |
| ↳ DanMachi: Sword Oratoria (12 Folgen)                                                     | ソード・オラトリア ダンジョンに出会いを求めるのは間違っているだろうか外伝, Sōdo Oratoria: Danjon ni Deai o Motomeru no wa Machigatteiru Darō ka Gaiden                          | 2017 als Fernsehserie | J.C.Staff                                |
| Danna ga Nani o Itteiru ka Wakaranai Ken (13 Folgen)                                       | 旦那が何を言っているかわからない件 | 2014 als Fernsehserie | Seven                                    |
| ↳ Danna ga Nani o Itteiru ka Wakaranai Ken: 2-sureme (13 Folgen)                           | 旦那が何を言っているかわからない件 2スレ目 | 2015 als Fernsehserie | Seven                                    |
| Dansai Bunri no Crime Edge (13 Folgen)                                                     | 断裁分離のクライムエッジ, Dansai Bunri no Kuraimu Ejji | 2013 als Fernsehserie | Studio Gokumi                            |
| Danshi Kōkōsei no Nichijō (12 Folgen)                                                      | 男子高校生の日常 | 2012 als Fernsehserie | Sunrise                                  |
| Dantalian no Shoka (12 Folgen)                                                             | ダンタリアンの書架, Bibliotheca Mystica de Dantalian | 2011 als Fernsehserie | Gainax                                   |
| Dante’s Inferno (eine Folge)                                                               | ダンテス・インフェルノ, Dante’s Inferno: An Animated Epic | 2010 als OVA          | Manglobe, Production I.G                 |
| Darcrows (2 Folgen)                                                                        | ダークロウズ | 2003 als OVA          | Blue Eyes                                |
| Dareka no Manazashi                                                                        | だれかのまなざし | 2013 als Kurzfilm     |                                          |
| Dark (2 Folgen)                                                                            | 堕楽, Daraku | 2000 als OVA          | F.A.I. International, Y.O.U.C.           |
| Dark Blue (eine Folge)                                                                     | | 2012 als OVA          | PoRO                                     |
| Dark Cat                                                                                   | ダークキャット | 1991 als Film         | Agent 21, Nikkatsu Corporation           |
| Dark Shell - Ori no Naka no Namameki (2 Folgen)                                            | ダーク・シェル 檻の中の艶 | 2003 als OVA          | Echo Animation Studio                    |
| Darker than Black (25 Folgen)                                                              | Darker than Black – 黒の契約者, Darker than Black – Kuro no Keiyakusha | 2007 als Fernsehserie | Bones                                    |
| ↳ Darker than Black: Ryūsei no Gemini (12 Folgen)                                          | Darker Than Black-流星の双子- | 2009 als Fernsehserie | Bones                                    |
| ↳ Darker than Black - Kuro no Keiyakusha: Gaiden (4 Folgen)                                | DARKER THAN BLACK 黒の契約者 外伝 | 2010 als OVA          | Bones                                    |
| Daraku: Onna Kyōshi Hakai (3 Folgen)                                                       | 堕落 女教師破壊, Depravity | 2000 als OVA          | Echo Animation Studio                    |
| Darkside Blues                                                                             | ダークサイド・ブルース, Dākusaido Burūsu | 1994 als Film         | J.C.Staff                                |
| Darling (3 Folgen)                                                                         | ダーリン | 2003 als OVA          | Tokyo Animation Center                   |
| Darling in the Franxx (24 Folgen)                                                          | ダーリン・イン・ザ・フランキス | 2018 als Fernsehserie | Trigger, A-1 Pictures                    |
| D’Artagnan und die 3 MuskeTiere (26 Folgen)                                                | ワンワン三銃士, Wanwan Sanjūshi, Dogtanian und die drei Musketiere | 1981 als Fernsehserie | Nippon Animation                         |
| D’Artagnan und die drei Musketiere (52 Folgen)                                             | アニメ三銃士, Anime Sanjushi | 1987 als Fernsehserie | Gallop                                   |
| ↳ Anime Sanjūshi: Aramis no Bōken                                                          | アニメ三銃士 アラミスの冒険, Anime Sanjūshi: Aramisu no Bōken | 1989 als Film         | Gallop                                   |
| Dash! Yonkuro (25 Folgen)                                                                  | ダッシュ！四駆郎 | 1989 als Fernsehserie |                                          |
| Dasshu Kappei (65 Folgen)                                                                  | ダッシュ勝平 | 1981 als Fernsehserie | Tatsunoko Production                     |
| Date A Live (13 Folgen)                                                                    | デート・ア・ライブ, Dēto A Raibu | 2013 als Fernsehserie | AIC+                                     |
| ↳ Date A Live II (11 Folgen)                                                               | デート・ア・ライブII, Dēto A Raibu II | 2014 als Fernsehserie | Production IMS                           |
| ↳ Gekijōban Date A Live: Mayuri Judgement                                                  | 劇場版 デート・ア・ライブ 万由里ジャッジメント, Gekijōban Dēto A Raibu: Mayuri Jajjimento                                                                                       | 2015 als Film         | Production IMS                           |
| ↳ Date A Live III (12 Folgen)                                                              | デート・ア・ライブIII, Dēto A Raibu III | 2019 als Fernsehserie | J.C.Staff                                |
| ↳ Date A Bullet: Dead or Bullet (eine Folge)                                               | ト・ア・バレット, Dēto A Baretto | 2020 als OVA          | Geek Toys                                |
| ↳ Date A Bullet: Nightmare or Queen (eine Folge)                                           | ト・ア・バレット, Dēto A Baretto | 2020 als OVA          | Geek Toys                                |
| Datenshi-tachi no Kyōen (eine Folge)                                                       | 堕天使たちの狂宴 | 1985 als OVA          | Orange Video House                       |
| Däumelinchen                                                                               | , Andersen Dowa: Oyayubi-hime | 1978 als Film         | Tōei Animation, Tezuka Productions       |
| Davide no Hoshi (4 Folgen)                                                                 | 堕靡泥の星 | 1989 als OVA          |                                          |
| ↳ Shin Davide no Hoshi: Inma Densetsu (eine Folge)                                         | 新堕糜泥の星 淫魔伝説 | 1991 als OVA          |                                          |
| Days (24 Folgen)                                                                           | DAYS | 2016 als Fernsehserie | MAPPA                                    |
| D.C. – Da Capo (26 Folgen)                                                                 | D.C. ~ダ・カーポ~, Da Capo, D.C | 2003 als Fernsehserie | Zexcs                                    |
| ↳ D.C.S.S. – Da Capo Second Season (26 Folgen)                                             | D.C.S.S. 〜ダ・カーポ セカンドシーズン〜 | 2005 als Fernsehserie | feel.                                    |
| ↳ D.C.II – Da Capo II (13 Folgen)                                                          | D.C.II ~ダ・カーポⅡ~ | 2007 als Fernsehserie | feel.                                    |
| ↳ D.C.II S.S. – Da Capo II Second Season (13 Folgen)                                       | D.C.II S.S. ~ダ・カーポⅡ セカンドシーズン~ | 2008 als Fernsehserie | feel.                                    |
| ↳ D.C.if – Da Capo if (2 Folgen)                                                           | D.C.if 〜ダ・カーポ イフ〜 | 2008 als OVA          | Zexcs                                    |
| ↳ D.C.III – Da Capo III (13 Folgen)                                                        | D.C.III 〜ダ・カーポIII〜 | 2013 als Fernsehserie | Kazami Gakuen Kōshiki Dōga-bu            |
| Dead Girls (eine Folge)                                                                    | デッドガールズ | 2007 als OVA          | Gonzo                                    |
| Dead Heat (eine Folge)                                                                     | | 1987 als OVA          | Sunrise                                  |
| Dead Leaves (eine Folge)                                                                   | デッド・リーブス | 2004 als OVA          | Production I.G                           |
| Deadman Wonderland (12 Folgen)                                                             | デッドマン・ワンダーランド, Deddoman Wandārando | 2011 als Fernsehserie | Manglobe                                 |
| ↳ Deadman Wonderland (eine Folge)                                                          | デッドマン・ワンダーランド, Deddoman Wandārando | 2011 als OVA          | Manglobe                                 |
| Dear Boys (26 Folgen)                                                                      | ディア ボーイズ, Hoop Days | 2003 als Fernsehserie | A.C.G.T                                  |
| DearS (12 Folgen)                                                                          | ディアーズ | 2004 als Fernsehserie | Daume                                    |
| Death Billiards                                                                            | デス・ビリヤード | 2013 als Film         | Madhouse                                 |
| Death March to the Parallel World Rhapsody (12 Folgen)                                     | デスマーチからはじまる異世界狂想曲, Desu Māchi kara Hajimaru Isekai Kyōsōkyoku, Death March kara Hajimaru Isekai Kyōsōkyoku                                                     | 2018 als Fernsehserie | Silver Link, Connect                     |
| Death Note (37 Folgen)                                                                     | デスノート | 2006 als Fernsehserie | Madhouse                                 |
| Death Parade (12 Folgen)                                                                   | デス・パレード, Desu Parēdo | 2015 als Fernsehserie | Madhouse                                 |
| Deathtic 4                                                                                 | デスティック・フォー | 2007 als Kurzfilm     | Studio 4°C                               |
| Deep Imagination – Sōzō Suru Idenshi-tachi (eine Folge)                                    | DEEP IMAGINATION―創造する遺伝子たち | 2007 als OVA          | Studio 4°C                               |
| Deep Voice (3 Folgen)                                                                      | | 2002 als OVA          | Milky                                    |
| Deko Boko Friends (Folgen)                                                                 | | 2005 als Fernsehserie | Shogakukan                               |
| Delicious in Dungeon (24 Folgen)                                                           | ダンジョン飯, Dungeon Meshi | 2024 als Fernsehserie | Trigger                                  |
| Delpower X Bakuhatsu Miracle Genki!! (eine Folge)                                          | デルパワーX 爆発みらくる元気!! | 1986 als OVA          | Studio Live                              |
| Deltora Quest (65 Folgen)                                                                  | デルトラ・クエスト | 2007 als Fernsehserie | OLM                                      |
| Demashita! Powerpuff Girls Z (52 Folgen)                                                   | 出ましたっ！パワパフガールズZ | 2006 als Fernsehserie | Tōei Animation                           |
| Demon Hunter Makaryūdo (eine Folge)                                                        | 魔狩人～デーモンハンター | 1989 als OVA          | Studio Fantasia                          |
| Den’ei Shōjo (6 Folgen)                                                                    | 電影少女, Video Girl Ai | 1992 als OVA          | Production I.G                           |
| Dengeki Oshioki Musume Gōtaman: Gōtaman Tanjō-hen (eine Folge)                             | 臀撃おしおき娘 ゴータマン ゴータマン誕生編, Butt Attack Punisher Girl Gautaman                                                                                                  | 1994 als OVA          | Studio Kikan                             |
| ↳ Dengeki Oshioki Musume Gōtaman R: Ai to Kanashimi no Final Battle (eine Folge)           | 臀撃おしおき娘 ゴータマンR 愛と悲しみのファイナル・バトル, Butt Attack Punisher Girl Gautaman R                                                                                 | 1994 als OVA          | Animate, Studio Kikan                    |
| Denki-gai no Hon’ya-san (12 Folgen)                                                        | デンキ街の本屋さん | 2014 als Fernsehserie | Shin’ei Dōga                             |
| Denki Musō Hana (2 Folgen)                                                                 | 電気夢想花, Electric Full Flower Garden | 2007 als OVA          | MS Pictures                              |
| Denkō Chō Tokkyū Hikarian - Lightning Attack Express (52 Folgen)                           | 電光超特急ヒカリアン LIGHTNING ATTACK EXPRESS | 2002 als Fernsehserie | Tokyo Kids                               |
| Dennō Bōkenki Webdiver (52 Folgen)                                                         | 電脳冒険記ウェブダイバー | 2001 als Fernsehserie | Nippon Animation, Radix                  |
| Dennō Coil (26 Folgen)                                                                     | 電脳コイル, Coil - A Circle of Children | 2007 als Fernsehserie | Madhouse                                 |
| Dennō Sentai Voogie's Angel (3 Folgen)                                                     | 電脳戦隊ヴギィ`ズ・エンジェル | 1997 als OVA          | J.C.Staff                                |
| Denpa Onna to Seishun Otoko (13 Folgen)                                                    | 電波女と青春男 | 2011 als Fernsehserie | Shaft                                    |
| Denpateki na Kanojo (2 Folgen)                                                             | 電波的な彼女, Electromagnetic Girlfriend | 2009 als OVA          | Brain’s Base                             |
| Densetsu Kyojin Ideon (39 Folgen)                                                          | 伝説巨神イデオン, Space Runaway Ideon 2=Great God Legend Ideon | 1980 als Fernsehserie | Sunrise                                  |
| ↳ Densetsu Kyojin Ideon: Hatsudō-hen                                                       | 伝説巨神イデオン 発動篇, The Ideon: Be Invoked | 1982 als Film         | Sunrise, Sanrio                          |
| ↳ Densetsu Kyojin Ideon: Sesshoku-hen                                                      | 伝説巨神イデオン 接触篇, The Ideon: A Contact | 1982 als Film         | Sunrise, Sanrio                          |
| Densetsu no Yūsha no Densetsu (24 Folgen)                                                  | 伝説の勇者の伝説, The Legend of the Legendary Heroes | 2010 als Fernsehserie | Zexcs                                    |
| Densetsu no Yuusha Da Garn (46 Folgen)                                                     | 伝説の勇者ダ・ガーン, Legendary Brave Da Garn | 1992 als Fernsehserie | Sunrise, Studio Live                     |
| Detatoko Princess (3 Folgen)                                                               | でたとこプリンセス, Suddenly Princess | 1997 als OVA          | J.C.Staff                                |
| The Detective Is Already Dead. (12 Folgen)                                                 | 探偵はもう、死んでいる | 2021 als Fernsehserie | Studio ENGI                              |
| Detektiv Conan (847* Folgen)                                                               | 名探偵コナン, Meitantei Konan, Case Closed | 1996 als Fernsehserie | TMS Entertainment                        |
| ↳ Detektiv Conan – Der tickende Wolkenkratzer                                              | 名探偵コナン 時計じかけの摩天楼, Meitantei Konan: Tokei Jikake no Matenrō | 1997 als Film         | TMS Entertainment                        |
| ↳ Detektiv Conan – Das 14. Ziel                                                            | 名探偵コナン 14番目の標的, Meitantei Konan: Jūyon-banme no Tāgetto | 1998 als Film         | TMS Entertainment                        |
| ↳ Detektiv Conan – Der Magier des letzten Jahrhunderts                                     | 名探偵コナン 世紀末の魔術師, Meitantei Konan: Seikimatsu no Majutsushi | 1999 als Film         | TMS Entertainment                        |
| ↳ Detektiv Conan – Der Killer in ihren Augen                                               | 名探偵コナン 瞳の中の暗殺者, Meitantei Konan: Hitomi no Naka no Ansatsusha | 2000 als Film         | TMS Entertainment                        |
| ↳ Detektiv Conan – Countdown zum Himmel                                                    | 名探偵コナン 天国へのカウントダウン, Meitantei Konan: Tengoku e no Kauntodaun                                                                                                   | 2001 als Film         | TMS Entertainment                        |
| ↳ Meitantei Conan: Conan VS KID VS Yaiba (eine Folge)                                      | 名探偵コナン Conan VS KID VS Yaiba, Meitantei Konan: Conan vs Kid vs Yaiba | 2001 als OVA          | TMS Entertainment                        |
| ↳ Detektiv Conan – Das Phantom der Baker Street                                            | 名探偵コナン ベイカー街の亡霊, Meitantei Konan: Baker Sutorīto no Bōrei | 2002 als Film         | TMS Entertainment                        |
| ↳ Meitantei Conan: 16-nin no Yōgisha!? (eine Folge)                                        | 名探偵コナン 16人の容疑者!?, Meitantei Konan: 16-nin no Yōgisha!? | 2002 als OVA          | TMS Entertainment                        |
| ↳ Detektiv Conan – Die Kreuzung des Labyrinths                                             | 名探偵コナン 迷宮の十字路, Meitantei Konan: Meikyū no Kurosurōdo | 2003 als Film         | TMS Entertainment                        |
| ↳ Meitantei Conan: Conan to Heiji to Kieta Shōnen (eine Folge)                             | 名探偵コナン コナンと平次と消えた少年, Meitantei Konan: Konan to Heiji to Kieta Shōnen                                                                                          | 2003 als OVA          | TMS Entertainment                        |
| ↳ Detektiv Conan – Der Magier mit den Silberschwingen                                      | 名探偵コナン 銀翼の奇術師, Meitantei Konan: Gin’yoku no Majishan | 2004 als Film         | TMS Entertainment                        |
| ↳ Meitantei Conan: Conan to Kid to Crystal Mother (eine Folge)                             | 名探偵コナン コナンとキッドとクリスタル・マザー, Meitantei Konan: Konan to Kiddo to Kurisutaru Mazā                                                                             | 2004 als OVA          | TMS Entertainment                        |
| ↳ Detektiv Conan – Das Komplott über dem Ozean                                             | 名探偵コナン 水平線上の陰謀, Meitantei Konan: Suihei Senjō no Sutoratejī | 2005 als Film         | TMS Entertainment                        |
| ↳ Meitantei Conan: Hyōteki wa Mōri Kogorō!! Shōnen Tanteidan Maruhi Chōsa (eine Folge)     | 名探偵コナン 標的は小五郎!! 少年探偵団マル秘調査, Meitantei Konan: Hyōteki wa Mōri Kogorō!! Shōnen Tanteidan Maruhi Chōsa                                                       | 2005 als OVA          | TMS Entertainment                        |
| ↳ Detektiv Conan – Das Requiem der Detektive                                               | 名探偵コナン 探偵たちの鎮魂歌, Meitantei Konan: Tantei-tachi no Rekuiemu | 2006 als Film         | TMS Entertainment                        |
| ↳ Meitantei Conan: Kieta Daiya o Oe! Conan, Heiji vs Kid (eine Folge)                      | 名探偵コナン 消えたダイヤを追え! コナン・平次vsキッド!, Meitantei Konan: Kieta Daiya o Oe! Konan, Heiji vs Kiddo                                                                | 2006 als OVA          | TMS Entertainment                        |
| ↳ Detektiv Conan – Die azurblaue Piratenflagge                                             | 名探偵コナン 紺碧の棺, Meitantei Konan: Konpeki no Jorī Rojā | 2007 als Film         | TMS Entertainment                        |
| ↳ Meitantei Conan: Agasa kara no Chōsenjō! Agasa vs. Conan & Shōnen Tanteidan (eine Folge) | 名探偵コナン 阿笠からの挑戦状! 阿笠vsコナン＆少年探偵団, Meitantei Konan: Agasa kara no Chōsenjō! Agasa vs. Konan & Shōnen Tanteidan                                            | 2007 als OVA          | TMS Entertainment                        |
| ↳ Detektiv Conan – Die Partitur des Grauens                                                | 名探偵コナン 戦慄の楽譜, Meitantei Konan: Senritsu no Furu Sukoa | 2008 als Film         | TMS Entertainment                        |
| ↳ Meitantei Conan: Joshi Kōsein Tantei Suzuki Sonoko no Jikenbo (eine Folge)               | 名探偵コナン 女子高生探偵 鈴木園子の事件簿, Meitantei Konan: Joshi Kōsein Tantei Suzuki Sonoko no Jikenbo                                                                       | 2008 als OVA          | TMS Entertainment                        |
| ↳ Detektiv Conan – Der Der nachtschwarze Jäger                                             | 名探偵コナン 漆黒の追跡者, Meitantei Konan: Shikkoku no Cheisā | 2009 als Film         | TMS Entertainment                        |
| ↳ Meitantei Conan: 10-nen Go no Ihōjin (eine Folge)                                        | 名探偵コナン 10年後の異邦人, Meitantei Konan: 10-nen Go no Ihōjin | 2009 als OVA          | TMS Entertainment                        |
| ↳ Detektiv Conan – Das verlorene Schiff im Himmel                                          | 名探偵コナン 天空の難破船, Meitantei Konan: Tenkū no Rosuto Shippu | 2010 als Film         | TMS Entertainment                        |
| ↳ Meitantei Conan: Chinmoku no Quarter                                                     | 名探偵コナン 沈黙の15分, Meitantei Konan: Chinmoku no Kwōtā | 2011 als Film         | TMS Entertainment                        |
| ↳ Detektiv Conan – Die 15 Minuten der Stille                                               | 名探偵コナン 沈黙の15分, Meitantei Konan: Chinmoku no Kōtā | 2011 als Film         | Tōhō                                     |
| ↳ Detektiv Conan – Der 11. Stürmer                                                         | 名探偵コナン 11人目のストライカー, Meitantei Konan: Jūichininme no Sutoraikā | 2012 als Film         | Tōhō                                     |
| ↳ Detektiv Conan – Detektiv auf hoher See                                                  | 名探偵コナン 絶海の探偵, Meitantei Konan: Zekkai no Puraibētoai | 2013 als Film         | Tōhō                                     |
| ↳ Detektiv Conan – Der Scharfschütze aus einer anderen Dimension                           | 名探偵コナン 異次元の狙撃手, Meitantei Konan: Ijigen no Sunaipā | 2014 als Film         | Tōhō                                     |
| ↳ Detektiv Conan – Die Sonnenblumen des Infernos                                           | 名探偵コナン 業火の向日葵, Meitantei Konan: Gōka no Himawari | 2015 als Film         | Tōhō                                     |
| ↳ Detektiv Conan – Der dunkelste Albtraum                                                  | 名探偵コナン 純黒の悪夢, Meitantei Konan: Junkoku no Naitomea | 2016 als Film         | Tōhō                                     |
| ↳ Detektiv Conan – Der purpurrote Liebesbrief                                              | 名探偵コナン から紅の恋歌, Meitantei Konan: Karakurenai no Raburetā | 2017 als Film         | Tōhō                                     |
| ↳ Detektiv Conan – Zero der Vollstrecker                                                   | 名探偵コナン ゼロの執行人, Meitantei Konan: Zero no Shikkonin | 2018 als Film         | Tōhō                                     |
| ↳ Detektiv Conan – Die stahlblaue Faust                                                    | 名探偵コナン 紺青の拳, Meitantei Konan: Konjō no Fisuto | 2019 als Film         | Tōhō                                     |
| ↳ Detektiv Conan – Die scharlachrote Kugel                                                 | 名探偵コナン 緋色の弾丸, Meitantei Konan: Hiiro no Dangan | 2021 als Film         | Tōhō                                     |
| ↳ Detektiv Conan – Die Halloween-Braut                                                     | 名探偵コナン ハロウィンの花嫁, Meitantei Konan: Harowin no Hanayome | 2022 als Film         | Tōhō                                     |
| ↳ Detektiv Conan – Das schwarze U-Boot                                                     | 名探偵コナン 黒鉄の魚影, Meitantei Konan: Kurogane no Sabumarin | 2023 als Film         | Tōhō                                     |
| ↳ Detektiv Conan – Das 1-Million-Dollar-Pentagramm                                         | 名探偵コナン 100万ドルの五稜星, Meitantei Konan: Hyakuman Doru no Michishirube                                                                                                  | 2024 als Film         | Tōhō                                     |
| ↳ [[]]                                                                                     | 隻眼の残像, Sekigan no Furasshubakku | 2025 als Film         |                                          |
| Detective Story (eine Folge)                                                               | | 2003 als OVA          | Studio 4°C                               |
| Detonator Orgun (3 Folgen)                                                                 | DETONATORオーガン | 1991 als OVA          | AIC                                      |
| Detroit Metal City (12 Folgen)                                                             | デトロイト メタル シティ, DMC | 2008 als OVA          | Studio 4°C                               |
| Devil Hunter Yohko (6 Folgen)                                                              | 魔物ハンター妖子, Mamono Hunter Yōko | 1990 als OVA          | Madhouse                                 |
| Devil’s Line (12 Folgen)                                                                   | デビルズライン, Debiruzu Rain | 2018 als Fernsehserie | Platinumvision                           |
| Devil May Cry (12 Folgen)                                                                  | デビル メイ クライ, Debiru Mei Kurai | 2007 als Fernsehserie | Madhouse                                 |
| Devilman (1972) (39 Folgen)                                                                | デビルマン | 1972 als Fernsehserie | Tōei Animation, Dynamic Planning         |
| Devilman (1987) (2 Folgen)                                                                 | デビルマン | 1987 als OVA          | O Production                             |
| ↳ Devilman Lady (26 Folgen)                                                                | デビルマンレディー, Debiruman Redī, Devil Lady | 1998 als Fernsehserie | TMS Entertainment, Dynamic Planning      |
| ↳ Devilman Crybaby (10 Folgen)                                                             | DEVILMAN crybaby | 2018 als Fernsehserie | Science Saru                             |
| Devil Survivor 2: The Animation (13 Folgen)                                                | DEVIL SURVIVOR 2 THE ANIMATION | 2013 als Fernsehserie | Bridge                                   |
| D-Frag! (12 Folgen)                                                                        | ディーふらぐ!, Dī Furagu!, D-Fragments | 2014 als Fernsehserie | Brain’s Base                             |
| D.Gray-man (103 Folgen)                                                                    | D.Gray-man | 2006 als Fernsehserie | TMS Entertainment                        |
| ↳ D.Gray-man Hallow (13 Folgen)                                                            | D.Gray-man HALLOW | 2016 als Fernsehserie | TMS Entertainment                        |
| Di Gi Charat (16 Folgen)                                                                   | デ・ジ･キャラット | 1999 als Fernsehserie | Madhouse                                 |
| ↳ Di Gi Charat: Summer Special (eine Folge)                                                | デ・ジ・キャラット サマースペシャル2000 | 2000 als Special      | Madhouse                                 |
| ↳ Di Gi Charat: Christmas Special (eine Folge)                                             | デ・ジ・キャラット クリスマススペシャル | 2000 als Special      | Madhouse                                 |
| ↳ Di Gi Charat: Hoshi no Tabi                                                              | デ・ジ・キャラット 星の旅 | 2001 als Kurzfilm     | Madhouse                                 |
| ↳ Di Gi Charat: Ohanami Special (eine Folge)                                               | デ・ジ・キャラット お花見すぺしゃる | 2001 als Special      | Madhouse                                 |
| ↳ Di Gi Charat: Natsuyasumi Special (eine Folge)                                           | デ・ジ・キャラット なつやすみスペシャル | 2001 als Special      | Madhouse                                 |
| ↳ Panyo Panyo Di Gi Charat (48 Folgen)                                                     | ぱにょぱにょ デ・ジ・キャラット | 2002 als Fernsehserie | Madhouse                                 |
| ↳ Di Gi Charat: Piyoko ni Omakase pyo! (16 Folgen)                                         | デ・ジ・キャラット ぴよこにおまかせぴょ, Leave it to Piyoko! | 2003 als OVA          | Broccoli                                 |
| ↳ Di Gi Charat Nyo (104 Folgen)                                                            | デ・ジ・キャラットにょ | 2003 als Fernsehserie | Madhouse                                 |
| ↳ Winter Garden (eine Folge)                                                               | ウィンターガーデン | 2006 als Special      | J.C.Staff                                |
| Dia Horizon (12 Folgen)                                                                    | ディア ホライゾン, Dia Horaizon | 2017 als Fernsehserie | Fanworks                                 |
| Dia no Ace (75 Folgen)                                                                     | ダイヤのA | 2013 als Fernsehserie | Madhouse, Production I.G                 |
| ↳ Dia no Ace – Second Season (51 Folgen)                                                   | ダイヤのA -SECOND SEASON- | 2015 als Fernsehserie | Madhouse, Production I.G                 |
| Diabolik Lovers (12 Folgen)                                                                | DIABOLIK LOVERS | 2013 als Fernsehserie | Zexcs                                    |
| ↳ Diabolik Lovers: More, Blood (12 Folgen)                                                 | DIABOLIK LOVERS MORE, BLOOD | 2015 als Fernsehserie | Zexcs                                    |
| Diabolus – Kikoku (2 Folgen)                                                               | Diabolus ~鬼哭~ | 2009 als OVA          | PoRO                                     |
| Dibetagurashi: Ahiru no Seikatsu (26 Folgen)                                               | ぢべたぐらし あひるの生活 | 2013 als Fernsehserie |                                          |
| Dies irae (18 Folgen)                                                                      | Dies irae | 2017 als Fernsehserie | A.C.G.T                                  |
| Digi-girl Pop! (26 Folgen)                                                                 | デジガールPOP!, Strawberry & Pop Mixed Flavor | 2003 als Fernsehserie | Two Thousand Creators.com                |
| Digimon                                                                                    | |                       |                                          |
| ↳ Digimon Adventure                                                                        | デジモンアドベンチャー | 1999 als Film         | Tōei Animation                           |
| ↳ Digimon (54 Folgen)                                                                      | デジモンアドベンチャー, Digimon Adventure, Digimon: Digital Monsters | 1999 als Fernsehserie | Tōei Animation                           |
| ↳ Digimon Adventure: Bokura no War Game!                                                   | デジモンアドベンチャー ぼくらのウォーゲーム! | 2000 als Film         | Tōei Animation                           |
| ↳ Digimon 02 (50 Folgen)                                                                   | デジモンアドベンチャー02, Digimon Adventure 02, Digimon: Digital Monsters 02 | 2000 als Fernsehserie | Tōei Animation                           |
| ↳ Digimon Adventure 02: Digimon Hurricane Jōriku!! & Chōzetsu Shinka!! Ōgon no Digimental  | デジモンアドベンチャー02 デジモンハリケーン上陸!!・超絶進化!!黄金のデジメンタル                                                                                                 | 2000 als Film         | Tōei Animation                           |
| ↳ Digimon Adventure 02: Diablomon no Gyakushū                                              | デジモンアドベンチャー02 ディアボロモンの逆襲 | 2001 als Film         | Tōei Animation                           |
| ↳ Digimon Tamers (51 Folgen)                                                               | デジモンテイマーズ, Digimon: Digital Monsters 03 | 2001 als Fernsehserie | Tōei Animation                           |
| ↳ Digimon Tamers: Bōkensha-tachi no Tatakai                                                | デジモンテイマーズ ボウケンシャタイチノタタカイ | 2001 als Film         | Tōei Animation                           |
| ↳ Digimon Tamers: Bōsō Digimon Tokkyū                                                      | デジモンテイマーズ ボウソウデジモントッキュウ | 2002 als Film         | Tōei Animation                           |
| ↳ Digimon Frontier (50 Folgen)                                                             | デジモンフロンティア | 2002 als Fernsehserie | Tōei Animation                           |
| ↳ Digimon Frontier: Kodai Digimon Fukkatsu !!                                              | デジモンフロンティア コダイデジモンフッカツ!! | 2002 als Film         | Tōei Animation                           |
| ↳ Digital Monster X-evolution                                                              | デジタルモンスター ゼヴォリューション | 2005 als Film         | Tōei Animation                           |
| ↳ Digimon Data Squad (48 Folgen)                                                           | デジモンセイバーズ, Digimon Savers | 2006 als Fernsehserie | Tōei Animation                           |
| ↳ Digimon Savers: The Movie: Kyūkyoku Power! Burst Mode Hatsudō!!                          | デジモンセイバーズ THE MOVIE: 究極パワー！バーストモード発動!! | 2006 als Film         | Tōei Animation                           |
| ↳ Digimon Xros Wars (30 Folgen)                                                            | デジモンクロスウォーズ, Dejimon Kurosu Wōzu, Digimon Cross Wars | 2010 als Fernsehserie | Tōei Animation                           |
| ↳ Digimon Xros Wars – Aku no Death General to Nanatsu no Ōkoku (24 Folgen)                 | デジモンクロスウォーズ 〜悪のデスジェネラルと七つの王国〜, Dejimon Kurosu Wōzu – Aku no Desu Jeneraru to Nanatsu no Ōkoku                                                       | 2011 als Fernsehserie | Tōei Animation                           |
| ↳ Digimon Xros Wars – Toki o Kakeru Shōnen Hunter-tachi (79 Folgen)                        | デジモンクロスウォーズ 〜時を駆ける少年ハンターたち〜, Dejimon Kurosu Wōzu – Toki o Kakeru Shōnen Hantā-tachi                                                                   | 2011 als Fernsehserie | Tōei Animation                           |
| Digital Devil Monogatari Megami Tensei (eine Folge)                                        | デジタル・デビル物語 女神転生 | 1987 als OVA          | Animate                                  |
| Digital Juice (eine Folge)                                                                 | デジタルジュース, Dijitaru Jūsu | 2001 als OVA          | Studio 4°C                               |
| Dimension High School (? Folgen)                                                           | Dimensionハイスクール, Dimension Haisukūru | 2019 als Fernsehserie |                                          |
| Dimension W (12 Folgen)                                                                    | Dimension W | 2016 als Fernsehserie | Orange, Studio 3Hz                       |
| Dinobreaker (40 Folgen)                                                                    | ディノブレイカー, D.I.C.E. | 2005 als Fernsehserie | Xebec                                    |
| Dinosaur King (49 Folgen)                                                                  | 古代王者 恐竜キング Dキッズアドベンチャー, Kodai Ōja Kyōryū King D-Kids Adventure                                                                                               | 2007 als Fernsehserie | Nippon Sunrise                           |
| Dinozone (5 Folgen)                                                                        | ダイノゾーン | 1998 als OVA          | Nippon Sunrise                           |
| ↳ Dinozone (26 Folgen)                                                                     | ダイノゾーン, Dinozaurs: The Series | 2000 als Fernsehserie | Nippon Sunrise                           |
| Dirty Pair (26 Folgen)                                                                     | ダーティペア, Dāti Pea | 1985 als Fernsehserie | Nippon Sunrise                           |
| ↳ Dirty Pair – Affäre Nolandia (eine Folge)                                                | ダーティペアの大勝負 ノーランディアの謎, Dāti Pea no Ōshōbu: Nōrandia no Nazo, Dirty Pair: Affair on Nolandia                                                                   | 1985 als OVA          | Nippon Sunrise                           |
| ↳ Dirty Pair – Projekt E.D.E.N.                                                            | ダーティペア, Dāti Pea, Dirty Pair – Projekt Eden, Dirty Pair: Project Eden | 1986 als Film         | Nippon Sunrise                           |
| ↳ Dirty Pair: Lovely Angels yori Ai o Komete (2 Folgen)                                    | ダーティペア ラブリーエンジェルより愛をこめて, Dirty Pair: From Lovely Angels with Love                                                                                         | 1987 als OVA          | Nippon Sunrise, Studio Nue               |
| ↳ Dirty Pair (10 Folgen)                                                                   | ダーティペア, Dāti Pea | 1987 als OVA          | Nippon Sunrise                           |
| ↳ Dirty Pair – Verschwörung um Flug 005 (eine Folge)                                       | ダーティペア 謀略の005便, Dāti Pea: Bōryaku no 005-bin, Dirty Pair: Flight 005 Conspiracy                                                                                       | 1990 als OVA          | Sunrise                                  |
| ↳ Dirty Pair Flash (16 Folgen)                                                             | ダーティペアFLASH | 1994 als OVA          | Sunrise                                  |
| Discipline (6 Folgen)                                                                      | ディシプリン, Discipline: The Hentai Academy | 2003 als OVA          | D3                                       |
| ↳ Discipline Rei (2 Folgen)                                                                | DISCIPLINE 零, Discipline Zero | 2010 als OVA          | Studio9Maiami                            |
| Discode - Ijō Seiai (3 Folgen)                                                             | DISCODE 異常性愛, Discode 1.2.3 | 2004 als OVA          | D3                                       |
| Dive!! (12 Folgen)                                                                         | DIVE!! | 2017 als Fernsehserie | Zero-G                                   |
| Divergence Eve (13 Folgen)                                                                 | ダイバージェンス・イヴ | 2003 als Fernsehserie | Radix                                    |
| ↳ Misaki Chronicle – Divergence Eve (13 Folgen)                                            | みさき クロニクル ~ダイバージェンス・イヴ~ | 2004 als Fernsehserie | Radix                                    |
| Divine Gate (12 Folgen)                                                                    | ディバインゲート, Dibain Gēto | 2016 als Fernsehserie | Studio Pierrot                           |
| DNA² (12 Folgen)                                                                           | D・N・A² ~何処かで失くしたあいつのアイツ~, DNA² – Dokokade Nakushita Aitsu no Aitsu                                                                                             | 1994 als Fernsehserie | Madhouse, Studio Deen                    |
| ↳ DNA² (3 Folgen)                                                                          | D・N・A² ~何処かで失くしたあいつのアイツ~, DNA² – Dokokade Nakushita Aitsu no Aitsu                                                                                             | 1995 als OVA          | Madhouse, Studio Deen                    |
| D·N·Angel (26 Folgen)                                                                      | ディー・エヌ・エンジェル, D.N.Angel | 2003 als Fernsehserie | Xebec                                    |
| Doamaiger D (13 Folgen)                                                                    | ドアマイガーD, Doamaigā D | 2015 als Fernsehserie | Ilca                                     |
| Dōbutsu Daiyakyū Sen                                                                       | | 1947 als Film         |                                          |
| Dōbutsu Kankyō Kaigi (20 Folgen)                                                           | 動物かんきょう会議 | 2010 als Fernsehserie | Studio Deen                              |
| Dōbutsu Mura Monogatari (100 Folgen)                                                       | 動物村ものがたり, The Story of the Animal's Village | 1970 als Fernsehserie | Eiken                                    |
| Dōbutsu no Mori                                                                            | どうぶつの森, Animal Crossing | 2006 als Film         | Oriental Light and Magic                 |
| Dōbutsu Olympic Taikai                                                                     | 動物オリムピック大会, Animal Olympic Games | 1928 als Kurzfilm     | Yokohama Cinema Shōkai                   |
| Doctor Chichibuyama (2 Folgen)                                                             | ドクター秩父山 | 1988 als Fernsehserie | Pony Canyon, Ashi Production             |
| Doctor Mambo vs. Kaitō Jibako - Uchū yori Ai o Komete (eine Folge)                         | どくとるマンボウVS怪盗ジバコ・宇宙より愛をこめて | 1983 als Special      | Studio Live                              |
| Doctor Shameless (2 Folgen)                                                                | 恥辱診察室, Chijoku Shinsatsushitsu | 2003 als OVA          | Milky                                    |
| Document Taiyō no Kiba Dougram                                                             | ドキュメント 太陽の牙ダグラム | 1983 als Film         | Nippon Sunrise                           |
| Dog Days (13 Folgen)                                                                       | DOG DAYS | 2011 als Fernsehserie | Seven Arcs                               |
| ↳ Dog Days’ (13 Folgen)                                                                    | DOG DAYS’ | 2012 als Fernsehserie | Seven Arcs                               |
| ↳ Dog Days’’ (12 Folgen)                                                                   | DOG DAYS’’ | 2015 als Fernsehserie | Seven Arcs Pictures                      |
| Dog Soldier (eine Folge)                                                                   | ドッグソルジャー | 1989 als OVA          | Movic                                    |
| Dōgenzaka - Ai no Shiro (eine Folge)                                                       | ミルキィ パッション 道玄坂・愛の城, Milky Passion: Dogenzaka, Ai no Shiro | 1990 als OVA          | Tairiku Shobo                            |
| Dogs: Bullets & Carnage (4 Folgen)                                                         | | 2009 als OVA          | David Production                         |
| Do It Yourself!! (12 Folgen)                                                               | どぅー・いっと・ゆあせるふ!!, Dū Itto Yuaserufu!! | 2022 als Fernsehserie | Pine Jam                                 |
| Dōjin Work (12 Folgen)                                                                     | ドージンワーク, Dōjin Wāku | 2007 als Fernsehserie | Remic                                    |
| Dokaben (163 Folgen)                                                                       | ドカベン | 1976 als Fernsehserie | Nippon Animation                         |
| Dokachin (52 Folgen)                                                                       | ドカチン, Dokachin the Primative Boy | 1986 als Fernsehserie | Tatsunoko Production                     |
| Doki Doki Oyako Lesson: Oshiete H na Obenkyō (2 Folgen)                                    | ドキドキ母娘レッスン ~教えて♪Hなお勉強~, Learning the Hard Way | 2007 als OVA          | Milky                                    |
| Dokkan! Robotendon (26 Folgen)                                                             | ドッカン! ロボ天どん | 1995 als Fernsehserie | Tatsunoko Production                     |
| Dokkiri Doctor (26 Folgen)                                                                 | どっきりドクター, Startling Doctor | 1998 als Fernsehserie | Studio Pierrot                           |
| Dokkoida?! (12 Folgen)                                                                     | 住めば都のコスモス荘・すっとこ大戦ドッコイダー, Sumeba Miyako no Cosmos-sō Suttoko Taisen Dokkoida                                                                              | 2003 als Fernsehserie | Gonzo                                    |
| Dokonjō Gaeru (103 Folgen)                                                                 | ど根性ガエル, Frog With Guts! | 1972 als Fernsehserie | Tokyo Movie Shinsha                      |
| ↳ Shin Dokonjō Gaeru (29 Folgen)                                                           | 新・ど根性ガエル | 1981 als Fernsehserie |                                          |
| ↳ Shin Dokonjō Gaeru: Dokonjo Yumemakura                                                   | 新・ど根性ガエル ど根性・夢枕 | 1982 als Film         | Tokyo Movie Shinsha                      |
| Dokusen (2 Folgen)                                                                         | 独占 | 2002 als OVA          | Y.O.U.C.                                 |
| Dokushin Apart Dokudamiso (3 Folgen)                                                       | 独身アパートどくだみ荘 | 1989 als OVA          | Nichiei Agency                           |
| Dōkyonin wa Hiza, Tokidoki, Atama no Ue. (? Folgen)                                        | 同居人はひざ、時々、頭のうえ。 | 2019 als Fernsehserie | Zero-G                                   |
| Dōkyūsei – Natsu no Owari ni (2 Folgen)                                                    | 同級生 ~夏の終わりに~, End of Summer | 1994 als OVA          | Pink Pineapple                           |
| ↳ Dōkyūsei Climax (2 Folgen)                                                               | 同級生クライマックス | 1995 als OVA          | Pink Pineapple                           |
| ↳ Dōkyūsei 2 (12 Folgen)                                                                   | 同級生2, Classmates 2 | 1996 als OVA          | Pink Pineapple, Triple X, KSS            |
| ↳ Dōkyūsei 2 Special: Sotsugyōsei (3 Folgen)                                               | 同級生2卒業生, Classmates 2 Special: Graduation | 1999 als OVA          | Pink Pineapple                           |
| Dolphin Oji (13 Folgen)                                                                    | ドルフィン王子 | 1965 als Fernsehserie | TV Doga                                  |
| ↳ Gambare! Marine Kid (13 Folgen)                                                          | がんばれ! マリンキッド, Marine Boy | 1966 als Fernsehserie | Tele-Cartoon Japan                       |
| ↳ Kaitei Shōnen Marine (36 Folgen)                                                         | 海底少年マリン, Under Sea Boy Marine | 1969 als Fernsehserie | Tele-Cartoon Japan                       |
| Domestic Girlfriend (? Folgen)                                                             | ドメスティックな彼女, Domesutikku na Kanojo, Domestic na Kanojo | 2019 als Fernsehserie | Diomedéa                                 |
| Dominion (4 Folgen)                                                                        | ドミニオン, Dominion Tank Police | 1988 als OVA          | Agent 21                                 |
| ↳ Tokusō Sensha-tai Dominion (6 Folgen)                                                    | 特捜戦車隊ドミニオン, New Dominion Tank Police | 1993 als OVA          | J.C.Staff                                |
| Don – Gokudō Suikoden (2 Folgen)                                                           | ドン 極道水滸伝 | 1992 als OVA          |                                          |
| Don Dracula (8 Folgen)                                                                     | 手塚治虫のドン・ドラキュラ | 1982 als Fernsehserie | Tezuka Productions                       |
| Donkikko (42 Folgen)                                                                       | ドンキッコ | 1967 als Fernsehserie | P Production                             |
| Don-Don Domel to Ron (52 Folgen)                                                           | どんどんドメルとロン, Cubitus | 1988 als Fernsehserie | Telescreen Japan                         |
| Donburi Kazoku (2 Folgen)                                                                  | どんぶり家族, Like Mother, Like Daughter | 2006 als OVA          | Digital Works                            |
| Donguri no Ie                                                                              | どんぐりの家, Home of Acorns | 1997 als Film         | Ajia-dō                                  |
| Don’t Toy With Me, Miss Nagatoro (12 Folgen)                                               | イジらないで、長瀞さん, Ijiranaide, Nagatoro-san | 2021 als Fernsehserie | Telecom Animation Film                   |
| Doomed Megalopolis (4 Folgen)                                                              | 帝都物語, Teito Monogatari | 1991 als OVA          | Madhouse                                 |
| Door Chime                                                                                 | ドアチャイム, Doorbell | 2007 als Kurzfilm     | Studio 4°C                               |
| Dōra (4 Folgen)                                                                            | 瞳裸, Doorbell | 2000 als OVA          | Crossnet                                 |
| Doraemon (26 Folgen)                                                                       | ドラえもん | 1973 als Fernsehserie | Tokyo Movie Shinsha                      |
| ↳ Doraemon (1787 Folgen)                                                                   | ドラえもん | 1979 als Fernsehserie | Asatsu DK, Shin’ei Dōga                  |
| ↳ Doraemon (? Folgen)                                                                      | ドラえもん | 2005 als Fernsehserie | Shin’ei Dōga                             |
| ↳ Doraemon: Nobita no Kyoryu                                                               | のび太の恐竜, Nobita's Dinosaur | 1980 als Film         | Shin’ei Dōga                             |
| ↳ Doraemon: Nobita no Uchū Kaitakushi                                                      | のび太の宇宙開拓史, Nobita the Space Colonist | 1981 als Film         | Shin’ei Dōga                             |
| ↳ Doraemon: What Am I for Momotaro                                                         | ドラえもん ぼく、桃太郎のなんなのさ | 1981 als Film         | Shin’ei Dōga                             |
| ↳ Doraemon: Nobita no Daimakyo                                                             | ドラえもん のび太の大魔境, Doraemon: Nobita's Great Demon | 1982 als Film         | Shin’ei Dōga                             |
| ↳ Doraemon: Nobita's Monstrous Underwater Castle                                           | ドラえもん のび太の海底鬼岩城 | 1983 als Film         | Shin’ei Dōga                             |
| ↳ Doraemon: Nobita's Great Adventure in the World of Magic                                 | ドラえもん のび太の魔界大冒険 | 1984 als Film         | Shin’ei Dōga                             |
| ↳ Doraemon: Nobita's Little "Star Wars"                                                    | ドラえもん のび太の宇宙小戦争(リトル・スターウォーズ) | 1985 als Film         | Shin’ei Dōga                             |
| ↳ Doraemon: Nobita to Tetsujin Heidan                                                      | ドラえもん のび太と鉄人兵団, Doraemon: Nobita and the Platoon of Iron Men | 1986 als Film         | Shin’ei Dōga                             |
| ↳ Doraemon: Shin Nobita to Tetsujin Heidan - Habatake Tenshi-tachi                         | ドラえもん 新・のび太と鉄人兵団 ~はばたけ 天使たち~, Doraemon: Nobita and the New Steel Troops - Angel Wings                                                                    | 2011 als Film         | Shin’ei Dōga                             |
| ↳ Doraemon: Nobita and the Dragon Rider                                                    | ドラえもん のび太と竜の騎士 | 1987 als Film         | Shin’ei Dōga                             |
| ↳ Doraemon: Nobita's Version of Saiyuki                                                    | ドラえもん のび太のパラレル西遊記 | 1988 als Film         | Shin’ei Dōga                             |
| ↳ Doraemon: Nobita at the Birth of Japan                                                   | ドラえもん のび太の日本誕生 | 1989 als Film         | Shin’ei Dōga                             |
| ↳ Doraemon: Nobita's Animal Planet                                                         | ドラえもん のび太とアニマル惑星(プラネット) | 1990 als Film         | Shin’ei Dōga                             |
| ↳ Doraemon: Nobita in Dorabian Nights                                                      | ドラえもん のび太のドラビアンナイト | 1991 als Film         | Shin’ei Dōga                             |
| ↳ Doraemon: Nobita to Kumo no Ōkoku                                                        | ドラえもん のび太と雲の王国, Doraemon: Nobita and the Kingdom of Clouds | 1992 als Film         | Shin’ei Dōga                             |
| ↳ Doraemon: Nobita's Tin-Plate Labyrinth                                                   | ドラえもん のび太とブリキの迷宮 | 1993 als Film         | Shin’ei Dōga                             |
| ↳ Doraemon: Nobita's Fantastical Three Musketeers                                          | ドラえもん のび太と夢幻三剣士 | 1994 als Film         | Shin’ei Dōga                             |
| ↳ 2112-nen: Doraemon Tanjō                                                                 | 2112年ドラえもん誕生, 2112: The Birth of Doraemon | 1995 als Kurzfilm     | Shin’ei Dōga                             |
| ↳ Doraemon: Nobita's Genesis Diary                                                         | ドラえもん のび太の創世日記 | 1995 als Film         | Shin’ei Dōga                             |
| ↳ Doraemon: Nobita's Galactic Express                                                      | ドラえもん のび太と銀河超特急(エクスプレス) | 1996 als Film         | Shin’ei Dōga                             |
| ↳ Doraemon: Nobita's Adventure in Clockwork City                                           | ドラえもん のび太のねじ巻き都市（シティー）冒険記 | 1997 als Film         | Shin’ei Dōga                             |
| ↳ Doraemon: Doraemon Comes Back                                                            | ドラえもん 帰ってきたドラえもん | 1998 als Kurzfilm     | Shin’ei Dōga                             |
| ↳ Doraemon: Nobita's South Sea Adventure                                                   | ドラえもん のび太の南海大冒険 | 1998 als Film         | Shin’ei Dōga                             |
| ↳ Doraemon: Nobita Gets Lost in Space                                                      | ドラえもん のび太の宇宙漂流記 | 1999 als Film         | Shin’ei Dōga                             |
| ↳ Doraemon: Nobita no Kekkon Zenya                                                         | ドラえもん のび太の結婚前夜, Doraemon: Nobita's the Night Before a Wedding | 1999 als Kurzfilm     | Shin’ei Dōga                             |
| ↳ Doraemon: Nobita and the Legend of the Sun King                                          | ドラえもん のび太の太陽王伝説 | 2000 als Film         | Shin’ei Dōga                             |
| ↳ Doraemon: Obāchan no Omoide                                                              | ドラえもん おばあちゃんの思い出, Doraemon: A Grandmother's Recollections | 2000 als Kurzfilm     | Shin’ei Dōga                             |
| ↳ Doraemon: Ganbare! Gian!!                                                                | ドラえもん がんばれ！ジャイアン!! | 2001 als Kurzfilm     | Shin’ei Dōga                             |
| ↳ Doraemon: Nobita's Winged Heroes                                                         | ドラえもん のび太と翼の勇者たち | 2001 als Film         | Shin’ei Dōga                             |
| ↳ Doraemon: Boku no Umareta Hi                                                             | ドラえもん ぼくの生まれた日, Doraemon: The Day When I Was Born | 2002 als Kurzfilm     | Shin’ei Dōga                             |
| ↳ Doraemon: Nobita & Robot Kingdom                                                         | ドラえもん のび太のロボット王国 | 2002 als Film         | Shin’ei Dōga                             |
| ↳ Doraemon: Nobita and the Strange Wind Rider                                              | ドラえもん のび太とふしぎ風使い | 2003 als Film         | Shin’ei Dōga                             |
| ↳ Doraemon: Nobita's Wannyan Space-Time Legend                                             | ドラえもん のび太のワンニャン時空伝 | 2004 als Film         | Shin’ei Dōga                             |
| ↳ Gekijoban Doraemon: Nobita no Kyoryu 2006                                                | 映画ドラえもん のび太の恐竜2006, Nobita's Dinosaur [2006] | 2006 als Film         | Shin’ei Dōga                             |
| ↳ Doraemon: Nobita no Shin Makai Daibōken - Shichinin no Mahōtsukai                        | ドラえもん のび太の新魔界大冒険~7人の魔法使い~ | 2007 als Film         | Asatsu DK, Fujiko Pro, Shinei Video      |
| ↳ Doraemon: Nobita to Midori no Kyojin Den                                                 | ドラえもん のび太と緑の巨人伝 | 2008 als Film         | Shin’ei Dōga                             |
| ↳ Doraemon: Shin Nobita no Uchū Kaitakushi                                                 | ドラえもん 新・のび太の宇宙開拓史, Doraemon - The New Record of Nobita Spaceblaze                                                                                               | 2009 als Film         | Shin’ei Dōga                             |
| ↳ Doraemon: Nobita no Ningyo Daikaisen                                                     | ドラえもん のび太の人魚大海戦, Doraemon : Nobita and the Great Mermaid Battle                                                                                                   | 2010 als Film         | Shin’ei Dōga                             |
| ↳ Doraemon: Nobita to Kiseki no Shima ~Animal Adventure~                                   | ドラえもん のび太と奇跡の島 ~アニマル アドベンチャー~ | 2012 als Film         | Shin’ei Dōga                             |
| ↳ Doraemon: Nobita no Himitsu Dōgu Museum                                                  | ドラえもん のび太のひみつ道具博物館(ミュージアム) | 2013 als Film         | Shin’ei Dōga                             |
| ↳ Dorami-chan: Mini-Dora SOS                                                               | ドラミちゃん ミニドラSOS!!! | 1989 als Film         | Shin’ei Dōga                             |
| ↳ Dorami-chan: Arara Shōnen Sanzoku Dan                                                    | ドラミちゃん アララ・少年山賊団!, Dorami-chan: Wow, The Kid Gang of Bandits | 1991 als Film         | Shin’ei Dōga                             |
| ↳ Dorami-chan: Hello, Dynosis Kids!!                                                       | ドラミちゃん ハロー恐竜キッズ | 1993 als Film         | Shin’ei Dōga                             |
| ↳ Dorami-chan: A Blue Straw Hat                                                            | ドラミちゃん 青いストローハット | 1994 als Kurzfilm     | Shin’ei Dōga                             |
| ↳ Dorami & Doraemons: Robot School's Seven Mysteries                                       | ドラミ＆ドラえもんズ ロボット学校七不思議!? | 1996 als Film         | Shin’ei Dōga                             |
| ↳ The Doraemons: The Mysterious Thief Dorapan The Mysterious Cartel                        | ザ☆ドラえもんズ 怪盗ドラパン謎の挑戦状! | 1997 als Film         | Shin’ei Dōga                             |
| ↳ The Doraemons: The Great Operation of Springing Insects                                  | ザ☆ドラえもんズ ムシムシぴょんぴょん大作戦! | 1998 als Kurzfilm     | Shin’ei Dōga                             |
| ↳ The Doraemons: Strange, Sweets, Strange?                                                 | ザ☆ドラえもんズ おかしなお菓子なオカシナナ? | 1999 als Kurzfilm     | Shin’ei Dōga                             |
| ↳ The Doraemons: Doki Doki Wildcat Engine                                                  | ザ☆ドラえもんズ ドキドキ機関車大爆走! | 2000 als Kurzfilm     | Shin’ei Dōga                             |
| ↳ Dorami & Doraemons: Space Land's Critical Event                                          | ドラミ＆ドラえもんズ 宇宙（スペース）ランド危機イッパツ! | 2001 als Kurzfilm     | Shin’ei Dōga                             |
| ↳ The Doraemons: Goal! Goal! Goal!!                                                        | ザ☆ドラえもんズ ゴール！ゴール！ゴール!! | 2002 als Kurzfilm     | Shin’ei Dōga                             |
| Dorei Kaigo (3 Folgen)                                                                     | 奴隷介護, Slave Nurses | 2003 als OVA          | Arms                                     |
| Dorei Maid Princess (4 Folgen)                                                             | 奴隷メイドプリンセス, Slave Maid Princess | 2007 als OVA          | Pixy                                     |
| DoReMi (201 Folgen)                                                                        | おジャ魔女どれみ, Ojamajo Doremi | 1999 als Fernsehserie | Tōei Animation                           |
| ↳ Eiga Ojamajo Doremi Sharp                                                                | 映画 おジャ魔女どれみ♯ | 2000 als Film         | Tōei Animation                           |
| ↳ Eiga Motto! Ojamajo Doremi: Kaeru Ishi no Himitsu                                        | 映画 も〜っと! おジャ魔女どれみ カエル石のひみつ | 2001 als Film         | Tōei Animation                           |
| ↳ Ojamajo Doremi Na-i-sho (13 Folgen)                                                      | おジャ魔女どれみナ・イ・ショ | 2004 als OVA          | Tōei Animation                           |
| Doreiku: The Animation (12 Folgen)                                                         | 奴隷区 The Animation | 2018 als Fernsehserie | tnk, Zero-G                              |
| Dorohedoro (12 Folgen)                                                                     | ドロヘドロ | 2020 als Fernsehserie | MAPPA                                    |
| Dororo to Hyakkimaru (26 Folgen)                                                           | どろろと百鬼丸 | 1969 als Fernsehserie | Mushi Production                         |
| ↳ Dororo (? Folgen)                                                                        | どろろ | 2019 als Fernsehserie | MAPPA, Tezuka Productions                |
| Dororon Enma-kun (25 Folgen)                                                               | ドロロンえん魔くん | 1973 als Fernsehserie | Tōei Animation                           |
| ↳ Kikōshi Enma (4 Folgen)                                                                  | 鬼公子炎魔, Demon Prince Enma | 2006 als OVA          | Brain’s Base                             |
| ↳ Dororon Enma-kun Meeramera (12 Folgen)                                                   | ドロロンえん魔くん メ～ラめら, Ghastly Prince Enma Burning Up | 2011 als Fernsehserie | Brain’s Base                             |
| Dororonpa! (28 Folgen)                                                                     | どろろんぱっ! | 1991 als Fernsehserie |                                          |
| Dōsōkai: Yesterday Once More (4 Folgen)                                                    | 同窓会 Yesterday Once More, Dōsōkai: Yesterday Once More | 1997 als OVA          | KSS, Pink Pineapple                      |
| ↳ Dōsōkai Again (2 Folgen)                                                                 | 同窓会again, Class Reunion Again | 2002 als OVA          | Arms, Lemon Heart                        |
| Dotanba no Manners (283 Folgen)                                                            | ドタンバのマナー | 1984 als Fernsehserie | Eiken                                    |
| Doteraman (20 Folgen)                                                                      | ドテラマン | 1986 als Fernsehserie | Tatsunoko Production                     |
| Dottinisuru?                                                                               | どっちにする?, Your Choice! | 1999 als Kurzfilm     |                                          |
| Dotto Koni-chan (26 Folgen)                                                                | ドッとKONIちゃん | 2000 als Fernsehserie | Shaft                                    |
| Double Decker! Doug & Kirill (13 Folgen)                                                   | DOUBLE DECKER! ダグ&キリル, Double Decker! Dagu & Kiriru | 2018 als Fernsehserie | Sunrise                                  |
| Double-J (11 Folgen)                                                                       | | 2011 als Fernsehserie | Mook Animation                           |
| Down Load - Namiamidabutsu wa Ai no Uta (eine Folge)                                       | DOWN LOAD 南無阿弥陀仏は愛の詩 | 1992 als OVA          | Madhouse                                 |
| Dr. Pinoko no Mori no Bōken                                                                | Dr. ピノコの森の冒険, Dr. Pinoko's Forest Adventure | 2005 als Kurzfilm     | Tezuka Productions                       |
| Dr. Rin ni Kiitemite! (51 Folgen)                                                          | Dr.リンに聞いてみて!, Ask Dr. Lin! | 2001 als Fernsehserie | Nippon Animation                         |
| Dr. Slump (243 Folgen)                                                                     | Dr.スランプ, Dt. Surampu | 1981 als Fernsehserie | Tōei Animation, Bird Studio              |
| ↳ Dr. Slump Arale-chan: Hello! Wonder Island                                               | Dr.スランプ アラレちゃん ハロー!ワンダーアイランド 不思議島, Dr. Surampu Arare-chan: Harō! Wandā Airando                                                                        | 1981 als Film         | Tōei Animation, Bird Studio              |
| ↳ Dr. Slump „Hoyoyo!“ Uchū Daibōken                                                        | Dr.スランプ “ほよよ!”宇宙大冒険, Dr. Surampu Arare-chan: „Hoyoyo!“ Uchū Daibōken                                                                                                | 1982 als Film         | Tōei Animation, Bird Studio              |
| ↳ Dr. Slump Arale-chan: Hoyoyo! Sekai Isshū Dai-Race                                       | Dr.スランプ アラレちゃん ほよよ世界一周大レース, Dr. Surampu Arare-chan: Hoyoyo! Sekai Isshū Dai-Rēsu                                                                           | 1983 als Film         | Tōei Animation, Bird Studio              |
| ↳ Dr. Slump Arale-chan: Hoyoyo! Nanaba-jō no Hihō                                          | Dr.スランプ アラレちゃん ほよよ!ナナバ城の秘宝, Dr. Surampu Arare-chan: Hoyoyo! Nanaba-jō no Hihō                                                                               | 1984 als Film         | Tōei Animation, Bird Studio              |
| ↳ Dr. Slump Arale-chan: Hoyoyo! Yume no Miyako Mecha Police                                | Dr.スランプ アラレちゃん ほよよ!夢の都メカポリス, Dr. Surampu Arare-chan: Hoyoyo! Yume no Miyako Mecha Police                                                                   | 1985 als Film         | Tōei Animation, Bird Studio              |
| ↳ Dr. Slump Arale-chan: N-cha! Penguin-mura wa Hare nochi Hare                             | Dr.スランプ アラレちゃん んちゃ!ペンギン村はハレのち晴れ, Dr. Surampu Arare-chan: N-cha! Pengin-mura wa Hare nochi Hare                                                         | 1993 als Film         | Tōei Animation, Bird Studio              |
| ↳ Dr. Slump Arale-chan: N-cha! Penguin-mura yori Ai o Komete                               | Dr.スランプ アラレちゃん んちゃ!ペンギン村より愛をこめて, Dr. Surampu Arare-chan: N-cha! Penguin-mura yori Ai o Komete                                                          | 1993 als Film         | Tōei Animation, Bird Studio              |
| ↳ Dr. Slump Arale-chan: Hoyoyo!! Tasuketa Same ni Tsurerarete…                             | Dr.スランプ アラレちゃん ほよよ!!助けたサメに連れられて…, Dr. Surampu Arare-chan: Hoyoyo!! Tasuketa Same ni Tsurerarete…                                                        | 1994 als Film         | Tōei Animation, Bird Studio              |
| ↳ Dr. Slump Arale-chan: N-cha!! Wakuwaku Heart no Natsuyasumi                              | Dr.スランプ アラレちゃん んちゃ!!わくわくハートの夏休み, Dr. Surampu Arare-chan: N-cha!! Wakuwaku Hāto no Natsuyasumi                                                           | 1994 als Film         | Tōei Animation, Bird Studio              |
| ↳ Doctor Slump (74 Folgen)                                                                 | ドクタースランプ, Dokutā Surampu | 1997 als Fernsehserie | Tōei Animation, Bird Studio              |
| ↳ Doctor Slump: Arale no Bikkuri Bān                                                       | ドクタースランプ アラレのびっくりバーン, Dokutā Surampu Arare-chan: Arare no Bikkuri Bān                                                                                        | 1999 als Film         | Tōei Animation, Bird Studio              |
| ↳ Dr. Slump: Dr. Mashirito Abare-chan (eine Folge)                                         | Dr.SLUMP Dr.マシリト アバレちゃん, Dr. Surampu: Dr. Mashirito Abare-chan | 2007 als Fernsehserie |                                          |
| Dr. Stone (24 Folgen)                                                                      | ドクターストーン, Dokutā Sutōn | 2019 als Fernsehserie | TMS Entertainment                        |
| ↳ Dr. Stone: Stone Wars (11 Folgen)                                                        | ドクターストーン, Dokutā Sutōn | 2021 als Fernsehserie | TMS Entertainment                        |
| Double Circle (6 Folgen)                                                                   | Double Circle | 2014 als Fernsehserie |                                          |
| Drachenflieger: Hisone und Masotan (12 Folgen)                                             | ひそねとまそたん, Hisone to Masotan, Dragon Pilot: Hisone and Masotan | 2018 als Fernsehserie | Bones                                    |
| Dragon Age – Blood Mage no Seisen                                                          | ドラゴンエイジ -ブラッドメイジの聖戦-, Doragon Eiji – Buraddo Meiji no Seisen, Dragon Age: Dawn of the Seeker                                                                   | 2012 als Film         | Oxybot                                   |
| Dragonaut (25 Folgen)                                                                      | ドラゴノーツ, Dragonaut – The Resonance, ドラゴノーツ -ザ・レゾナンス- | 2007 als Fernsehserie | Gonzo                                    |
| Dragonball (153 Folgen)                                                                    | ドラゴンボール, Doragon Bōru | 1986 als Fernsehserie | Tōei Animation, Bird Studio              |
| ↳ Dragon Ball – The Movie: Die Legende von Shenlong                                        | ドラゴンボール 神龍の伝説, Doragon Bōru Shenron no Densetsu | 1986 als Film         | Tōei Animation, Bird Studio              |
| ↳ Dragonball – The Movie: Das Schloss der Dämonen                                          | ドラゴンボール 魔神城のねむり姫, Doragon Bōru: Majinjō no Nemuri Hime | 1987 als Film         | Tōei Animation, Bird Studio              |
| ↳ Dragonball: Gokū no Shōbō-tai (eine Folge)                                               | ドラゴンボール 悟空の消防隊, Doragon Bōru: Gokū no Shōbō-tai | 1988 als Special      | Tōei Animation, Bird Studio              |
| ↳ Dragonball: Gokū no Kōtsū Anzen (eine Folge)                                             | ドラゴンボール 悟空の交通安全, Doragon Bōru: Gokū no Kōtsū Anzen | 1988 als Special      | Tōei Animation, Bird Studio              |
| ↳ Dragonball – The Movie: Son-Gokus erstes Turnier                                         | ドラゴンボール 摩訶不思議大冒険, Doragon Bōru: Makafushigi Daibōken | 1988 als Film         | Tōei Animation, Bird Studio              |
| ↳ Dragon Ball Z (291 Folgen)                                                               | ドラゴンボール Ｚ | 1989 als Fernsehserie | Tōei Animation, Bird Studio              |
| ↳ Dragon Ball Z – The Movie: Die Todeszone des Garlic jr.                                  | ドラゴンボールZ オラの悟飯をかえせッ!!, Doragon Bōru Z: Ora no Gohan o Kaese!!                                                                                                  | 1989 als Film         | Tōei Animation, Bird Studio              |
| ↳ Dragon Ball Z – The Movie: Der Stärkste auf Erden                                        | ドラゴンボールZ この世で一番強いヤツ, Doragon Bōru Z: Kono Yo de Ichiban Tsuyoi Yatsu                                                                                           | 1990 als Film         | Tōei Animation, Bird Studio              |
| ↳ Dragon Ball Z – The Movie: Die Entscheidungsschlacht                                     | ドラゴンボールZ 地球まるごと超決戦, Doragon Bōru Z: Chikyū Marugoto Chōkessen                                                                                                   | 1990 als Film         | Tōei Animation, Bird Studio              |
| ↳ Dragon Ball Z Special: Son-Gokus Vater – Das Bardock Special (eine Folge)                | ドラゴンボールZ たったひとりの最終決戦～フリーザに挑んだZ戦士 孫悟空の父~, Doragon Boru Z: Tatta Hitori no Saishū Kessen – Furīza ni Itonda Z Senshi Kakarotto no Chichi        | 1990 als Special      | Tōei Animation, Bird Studio              |
| ↳ Dragon Ball Z – The Movie: Super-Saiyajin Son-Goku                                       | ドラゴンボールZ 超サイヤ人だ孫悟空, Doragon Bōru Z: Sūpā Saiyajin da Son Gokū                                                                                                   | 1991 als Film         | Tōei Animation, Bird Studio              |
| ↳ Dragon Ball Z – The Movie: Rache für Freezer                                             | ドラゴンボールZ とびっきりの最強対最強, Doragon Boru Z: Tobikkiri no Saikyō Tai Saikyō                                                                                          | 1991 als Film         | Tōei Animation, Bird Studio              |
| ↳ Dragon Ball Z – The Movie: Coolers Rückkehr                                              | ドラゴンボールZ 激突!!100倍パワーの戦士たち, Doragon Boru Z: Gekitotsu!! Hyakuoku Pawā no Senshi-tachi                                                                          | 1992 als Film         | Tōei Animation, Bird Studio              |
| ↳ Dragon Ball Z – The Movie: Angriff der Cyborgs                                           | ドラゴンボールZ 極限バトル!!三大超サイヤ人, Doragon Bōru Z: Kyokugen Batoru!! Sandai Sūpā Saiyajin                                                                              | 1992 als Film         | Tōei Animation, Bird Studio              |
| ↳ Dragon Ball Z – The Movie: Der legendäre Super-Saiyajin                                  | ドラゴンボールZ 燃えつきろ!!熱戦・烈戦・超激戦, Doragon Bōru Z: Moetsukiro!! Nessen, Ressen, Chōgekisen                                                                         | 1993 als Film         | Tōei Animation, Bird Studio              |
| ↳ Dragon Ball Z Special: Die Geschichte von Trunks – Das Trunks Special (eine Folge)       | ドラゴンボールＺ・絶望への反抗!!残された超戦士・悟飯とトランクス, Doragon Boru Z: Zetsubō e no Hankō!! Nokosareta Chōsenshi – Gohan to Torankusu                                | 1993 als Special      | Tōei Animation, Bird Studio              |
| ↳ Dragon Ball Z – The Movie: Super-Saiyajin Son-Gohan                                      | ドラゴンボールZ 銀河ギリギリ!!ぶっちぎりの凄い奴, Doragon Boru Z: Ginga Girigiri!! Butchigiri no Sugoi Yatsu                                                                    | 1993 als Film         | Tōei Animation, Bird Studio              |
| ↳ Dragon Ball Z – The Movie: Brolys Rückkehr                                               | ドラゴンボールZ 危険なふたり!超戦士はねむれない, Doragon Boru Z: Kiken na Futari! Sūpā Senshi wa Nemurenai                                                                      | 1994 als Film         | Tōei Animation, Bird Studio              |
| ↳ Dragon Ball Z – The Movie: Angriff der Bio-Kämpfer                                       | ドラゴンボールZ 超戦士撃破!!勝つのはオレだ, Doragon Boru Z: Sūpā Senshi Gekiha!! Katsu no wa Ore da”                                                                            | 1994 als Film         | Tōei Animation, Bird Studio              |
| ↳ Dragonball Z – Der Film: Fusion                                                          | ドラゴンボールZ 復活のフュージョン!!悟空とベジータ, Doragon Boru Z: Fukkatsu no Fyūshon!! Gokū to Bejīta                                                                        | 1995 als Film         | Tōei Animation                           |
| ↳ Dragonball Z – Der Film: Drachenfaust                                                    | ドラゴンボールZ 龍拳爆発!!悟空がやらねば誰がやる, Doragon Boru Z: Ryūken Bakuhatsu!! Gokū ga Yaraneba Dare ga Yaru                                                              | 1995 als Film         | Tōei Animation                           |
| ↳ Dragonball Z: Kampf der Götter                                                           | ドラゴンボールZ 神と神, Doragon Bōru Z: Kami to Kami | 2013 als Film         | Tōei Animation                           |
| ↳ Dragonball Z: Resurrection ‚F‘                                                           | ドラゴンボールZ 復活の「F」, Doragon Bōru Z: Fukkatsu no „F“ | 2015 als Film         | Tōei Animation                           |
| ↳ Dragon Ball GT (64 Folgen)                                                               | ドラゴンボール GT | 1996 als Fernsehserie | Tōei Animation, Bird Studio              |
| ↳ Dragonball GT – The Movie: Son-Goku Jr. (eine Folge)                                     | ドラゴンボール GT 悟空外伝！勇気の証しは四星球, Doragon Boru GT: Gokū Gaiden! Yūki no Akashi wa Sūshinchū                                                                       | 1996 als Special      | Tōei Animation, Bird Studio              |
| ↳ Dragonball - Der Weg zur Macht                                                           | ドラゴンボール最強への道, Doragon Boru: Saikyō e no Michi | 1996 als Film         | Tōei Animation, Bird Studio              |
| ↳ Dragon Ball: Hey! Son Goku und seine Freunde kehren zurück!! (eine Folge)                | ドラゴンボール オッス！帰ってきた孫悟空と仲間たち!!, Doragon Bōru: Ossu! Kaette Kita Son Gokū to Nakama-tachi!!                                                                 | 2008 als OVA          | Tōei Animation, Bird Studio              |
| ↳ Dragonball Kai (98 Folgen)                                                               | ドラゴンボール改, Doragonbōru Kai | 2009 als Fernsehserie | Tōei Animation                           |
| ↳ Dragonball Kai (61 Folgen)                                                               | ドラゴンボール改, Doragonbōru Kai | 2014 als Fernsehserie | Tōei Animation                           |
| ↳ Dragon Ball Super (131 Folgen)                                                           | ドラゴンボール超, Doragon Bōru Sūpā | 2015 als Fernsehserie | Tōei Animation                           |
| ↳ Dragonball Super: Broly                                                                  | ドラゴンボール超 ブロリー, Doragon Bōru Sūpā: Burorī | 2018 als Film         | Tōei Animation                           |
| Dragon Crisis! (12 Folgen)                                                                 | ドラゴンクライシス! | 2011 als Fernsehserie | Studio Deen                              |
| Dragon Drive (38 Folgen)                                                                   | ドラゴンドライブ | 2002 als Fernsehserie | Madhouse                                 |
| Dragon Fist (eine Folge)                                                                   | ドラゴンフィスト | 1991 als OVA          | Agent 21                                 |
| Dragon Half (2 Folgen)                                                                     | ドラゴンハーフ, Doragon Hāfu | 1993 als OVA          | Victor Entertainment                     |
| Dragon Knight (eine Folge)                                                                 | ドラゴンナイト | 1991 als OVA          | Polystar                                 |
| ↳ Die Kraft von Mandraguar (eine Folge)                                                    | ドラゴンナイト外伝, Dragon Knight Gaiden | 1995 als OVA          |                                          |
| ↳ Dragon Knight 4-ever (4 Folgen)                                                          | ドラゴンナイト4, Dragon Knight 4 | 1998 als OVA          | Dangun Pictures                          |
| Dragon League (39 Folgen)                                                                  | ドラゴンリーグ | 1993 als Fernsehserie | Nippon Animation, Studio Gallop          |
| Dragon Pink (3 Folgen)                                                                     | ドラゴンピンク | 1994 als OVA          | AIC                                      |
| Dragon Quest: Dai no Daibōken (46 Folgen)                                                  | ドラゴンクエスト ダイの大冒険, Dragon Quest: Dai's Great Adventure | 1991 als Fernsehserie | Tōei Dōga                                |
| ↳ Dragon Quest: Dai no Daibōken                                                            | ドラゴンクエスト ダイの大冒険, Dragon Quest: Great Adventure of Dai | 1991 als Film         | Tōei Dōga                                |
| ↳ Dragon Quest: Dai no Daibōken Tachiagare!! Aban no Shito                                 | ドラゴンクエスト ダイの大冒険 起ちあがれ!!アバンの使徒, Dragon Quest: Great Adventure of Dai!: Disciple of Aban                                                                 | 1992 als Film         | Tōei Dōga                                |
| ↳ Dragon Quest: Dai no Daibōken Buchiyabure!! Shinsei 6 Daishōgun                          | ドラゴンクエスト ダイの大冒険 ぶちやぶれ!!新生6大将軍 | 1992 als Film         | Tōei Dōga                                |
| Dragon Quest Retsuden: Roto no Monshō                                                      | ドラゴンクエスト列伝 ロトの紋章, Dragon Quest Saga: Emblem of Roto | 1996 als Film         | Nippon Animation                         |
| Dragon Quest ~Yūsha Abel Densetsu~ (43 Folgen)                                             | ドラゴンクエスト～勇者アベル伝説~, Dragon Warrior | 1989 als Fernsehserie | Studio Comet                             |
| Dragon Rider (2 Folgen)                                                                    | ドラゴンライダー | 1995 als OVA          | Pink Pineapple, Triple X                 |
| Dragon Slayer Eiyū Densetsu: Ōji no Tabidachi (2 Folgen)                                   | ドラゴンスレイヤー英雄伝説 王子の旅立ち, Dragon Slayer: The Legend of Heroes | 1992 als OVA          |                                          |
| Dragon’s Heaven (eine Folge)                                                               | ドラゴンズヘブン, Doragonzu Hebun | 1988 als OVA          | Artmic, AIC                              |
| Dragonaut – The Resonance (25 Folgen)                                                      | ドラゴノーツ -ザ・レゾナンス-, Dorangonōtsu - Za Rezonansu | 2007 als Fernsehserie | Gonzo                                    |
| Dramatical Murder (12 Folgen)                                                              | DRAMAtical Murder | 2014 als Fernsehserie | NAZ                                      |
| Dream 9 Toriko & One Piece & Dragon Ball Z Chō Collaboration Special!! (eine Folge)        | ドリーム9 トリコ&ワンピース&ドラゴンボールZ 超コラボスペシャル!! | 2013 als Special      | Tōei Animation                           |
| Dream Hazard (eine Folge)                                                                  | ドリームハザード | 1998 als OVA          | J.T.P.P.                                 |
| Dream Hunter Rem (3 Folgen)                                                                | ドリームハンター麗夢 | 1985 als OVA          |                                          |
| ↳ New Dream Hunter Rem: Yume no Kishi-tachi (eine Folge)                                   | NEW DREAM HUNTER 麗夢／夢の騎士達, New Dream Hunter Rem: The Knights Around Her Bed                                                                                             | 1990 als OVA          | St. Zaine                                |
| ↳ New Dream Hunter Rem: Satsuriku no Mugen Meikyū (eine Folge)                             | NEWドリームハンター麗夢 殺戮の夢幻迷宮, New Dream Hunter Rem: Massacre in the Phantasmic Labyrinth                                                                              | 1992 als OVA          |                                          |
| DreamNote (2 Folgen)                                                                       | ドリームノート | 2009 als OVA          | schoolzone                               |
| Drei kleine Geister (50 Folgen)                                                            | ちいさなおばけアッチ・コッチ・ソッチ, Chiisana Obake Acchi Kocchi Socchi, Three Little Ghosts                                                                                   | 1991 als Fernsehserie | Studio Pierrot                           |
| Drifters (12 Folgen)                                                                       | ドリフターズ, Dorifutāzu | 2016 als Fernsehserie | Hoods Entertainment                      |
| Druaga no Tō – The Aegis of Uruk (12 Folgen)                                               | ドルアーガの塔 〜the Aegis of URUK〜, Doruāga no Tō – the Aegis of URUK | 2008 als Fernsehserie | Gonzo                                    |
| ↳ Druaga no Tō – The Sword of Uruk (12 Folgen)                                             | ドルアーガの塔 〜the Sword of URUK〜, Doruāga no Tō – the Sword of URUK | 2009 als Fernsehserie | Gonzo                                    |
| Die Dschungel-Patrouille (156 Folgen)                                                      | ウリクペン救助隊, Urikupen Kyujotai, Die Dschungelpatrouille | 1974 als Fernsehserie | Tatsunoko Production                     |
| Das Dschungelbuch – Die Serie (52 Folgen)                                                  | ジャングルブック 少年モーグリ, Janguru Bukku Shōnen Mōguri, Jungle Book Shonen Mowgli                                                                                           | 1989 als Fernsehserie | Nippon Animation                         |
| DT Eightron (26 Folgen)                                                                    | DTエイトロン | 1998 als Fernsehserie | Sunrise                                  |
| Dual! Parallel Lun Lun Monogatari (13 Folgen)                                              | デュアル! ぱられルンルン物語, Dual! Parallel Trouble Adventure | 1999 als Fernsehserie | AIC, Shaft                               |
| Dual! Parallel Lunlun Monogatari Special (eine Folge)                                      | デュアル！ぱられルンルン物語, Dual! Parallel Trouble Adventures Special | 1999 als Special      | AIC                                      |
| Duel Masters (26 Folgen)                                                                   | デュエル・マスターズ, Dyueru Masutāzu | 2002 als Fernsehserie | Studio Hibari, A.C.G.T                   |
| ↳ Duel Masters Charge (52 Folgen)                                                          | デュエル・マスターズ チャージ, Dyueru Masutāzu Chāji | 2004 als Fernsehserie | SynergySP                                |
| ↳ Duel Masters: Curse of the Deathphoenix                                                  | デュエル・マスターズ 闇の城の魔龍凰, Dyueru Masutāzu: Kāsu obu za Desufenikkusu                                                                                                 | 2005 als Film         | Studio Hibari                            |
| ↳ Shinseiki Duel Masters Flash (24 Folgen)                                                 | 新星輝デュエル・マスターズ フラッシュ, Shinseiki Dyueru Masutāzu Furasshu | 2006 als Fernsehserie | SynergySP                                |
| ↳ Zero Dual Masters (12 Folgen)                                                            | ゼロ デュエル・マスターズ, Zero Dyueru Masutāzu | 2007 als Fernsehserie | SynergySP                                |
| ↳ Dual Masters Zero (25 Folgen)                                                            | デュエル・マスターズ ゼロ, Dyueru Masutāzu Zero | 2007 als Fernsehserie | SynergySP                                |
| ↳ Duel Masters Cross (100 Folgen)                                                          | デュエル・マスターズ クロス, Dyueru Masutāzu Kurosu | 2008 als Fernsehserie | Shōgakukan Music & Digital Entertainment |
| ↳ Dual Masters: Lunatic God Saga                                                           | デュエル・マスターズ 黒月の神帝, Dyueru Masutāzu: Runatikku Goddo Sāga | 2009 als Film         | Shōgakukan Music & Digital Entertainment |
| ↳ Duel Masters Cross Shock (50 Folgen)                                                     | デュエル・マスターズ クロスショック, Dyueru Masutāzu Kurosu Shokku | 2010 als Fernsehserie | Shōgakukan Music & Digital Entertainment |
| ↳ Dual Masters: Honō no Kizuna XX!!                                                        | デュエル・マスターズ 炎のキズナXX!!, Dyueru Masutāzu: Honō no Kizuna Daburu Kurosu!!                                                                                            | 2010 als Film         |                                          |
| ↳ Duel Masters Victory (52 Folgen)                                                         | デュエル・マスターズ ビクトリー, Dyueru Masutāzu Bikutorī | 2011 als Fernsehserie | Shōgakukan Music & Digital Entertainment |
| ↳ Duel Masters Victory V (51 Folgen)                                                       | デュエル・マスターズ ビクトリーV, Dyueru Masutāzu Bikutorī V | 2012 als Fernsehserie | Shōgakukan Music & Digital Entertainment |
| ↳ Duel Masters Victory V3 (51 Folgen)                                                      | デュエル・マスターズ ビクトリーV3, Dyueru Masutāzu Bikutorī V3 | 2013 als Fernsehserie | Shōgakukan Music & Digital Entertainment |
| The Duke of Death and His Maid (12 Folgen)                                                 | 死神坊ちゃんと黒メイド, Shinigami Botchan to Kuro Meido | 2021 als Fernsehserie | J.C.Staff                                |
| Durarara!! (24 Folgen)                                                                     | デュラララ, Dyurarara!! | 2010 als Fernsehserie | Brain’s Base                             |
| ↳ Durarara!!×2 Shō (12 Folgen)                                                             | デュラララ!!×2 承, Dyurarara!!×2 Shō | 2015 als Fernsehserie | Shuka                                    |
| ↳ Durarara!!×2 Ten (12 Folgen)                                                             | デュラララ!!×2 転, Dyurarara!!×2 Ten | 2015 als Fernsehserie | Shuka                                    |
| ↳ Durarara!!×2 Ketsu (12 Folgen)                                                           | デュラララ!!×2 結, Dyurarara!!×2 Ketsu | 2016 als Fernsehserie | Shuka                                    |
| Dusk Maiden of Amnesia (13 Folgen)                                                         | 黄昏乙女×アムネジア, Tasogare Otome × Amuneshia, Tasogare Otome × Amnesia | 2012 als Fernsehserie | Silver Link                              |
| Dvine [Luv] (4 Folgen)                                                                     | | 2001 als OVA          | Pink Pineapple                           |
| Dynamic Chord (12 Folgen)                                                                  | DYNAMIC CHORD | 2017 als Fernsehserie | Studio Pierrot                           |
| Dyogrammaton (2 Folgen)                                                                    | ジオグラマトン, Jioguramaton | 2006 als OVA          | Discovery                                |